# تیتوس تاتیوس

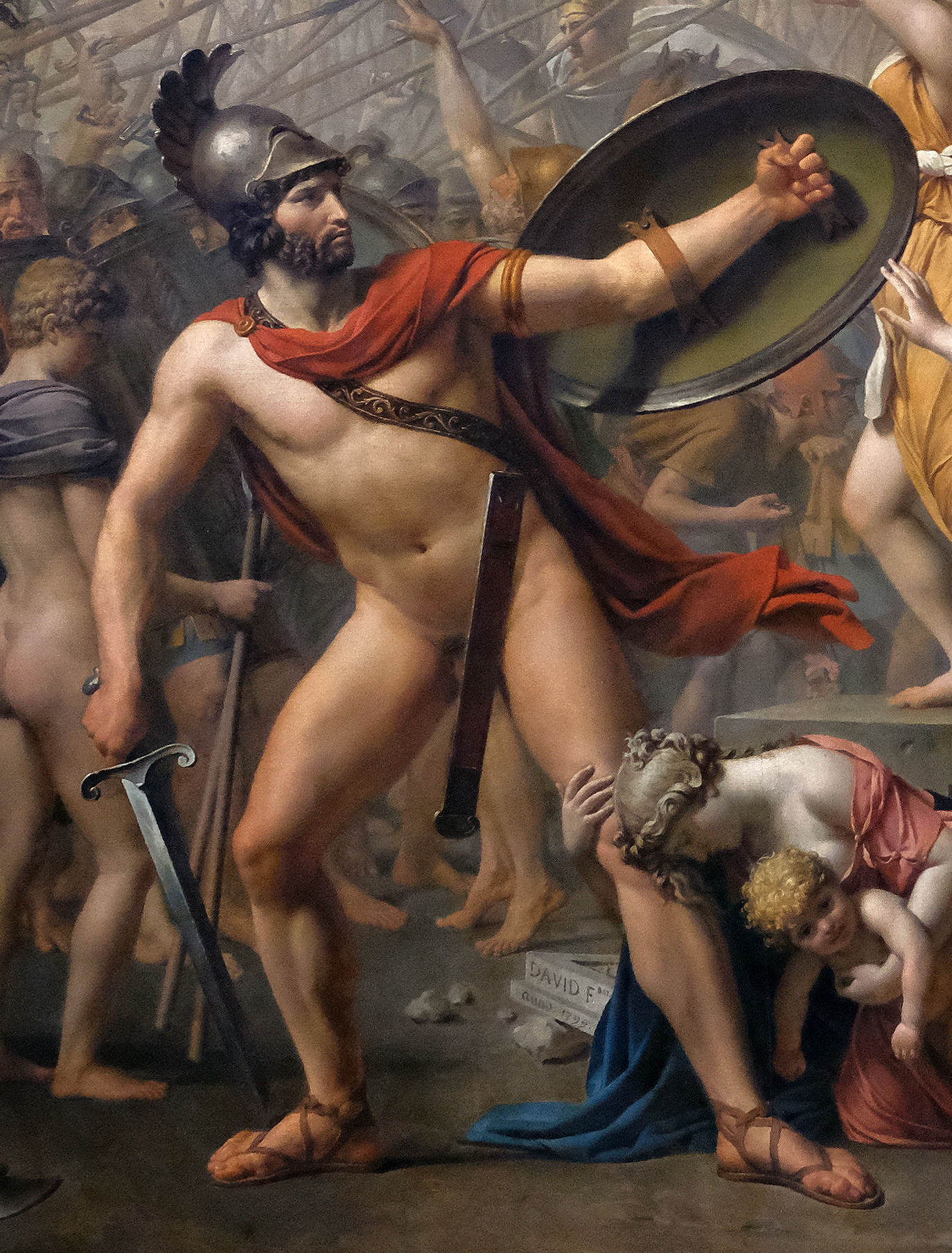
تیتوس تاتیوس، سردار و پادشاه سابینان، در حال جنگ با رومیان و پیش از مداخلهٔ زنان.

تیتوس تاتیوس (به لاتین: Titus Tatius) پادشاه سابینان بود که در شهر کورس مقام داشت. موافق اسطوره پیدایش رم، پس از مداخلهٔ زنان سابین در جنگ و آشتی دو سپاه روم و سابین و سپس صلح میان دو دولت، تاتیوس به‌همراه رومولوس پادشاه پادشاهی روم شد.

## داستان
در زمان سلطنت رومولوس، اولین پادشاه روم، تاتیوس در واکنش به حادثه‌ای که به‌عنوان تجاوز به زنان سابین شناخته می‌شود، به روم اعلان جنگ داد. او ابتدا دژ واقع بر بالای تپه کاپیتول را با رشوه دادن به یک دختر رومی به‌نام تارپیئا تسخیر کرد. فردای آن روز، رومیان برای بازپس‌گیری دژ آمدند و با سابینان حربی کردند که به نبرد لاکوس کورتیوس موسوم شد. وقتی کار نبرد به جاهای باریک کشید، زنان سابینی تاب دیدن کشته شدنِ شوهرانِ رومی و پدران سابینی خود را نیاوردند؛ پس خویشتن را به وسط بارانِ نیزه‌ها انداختند و شوهران و پدرانشان را التماس کردند که از ریختن خون یکدیگر دست بردارند و اسباط خود را (فرزندان این دسته و نوه‌های آن دسته) را به ننگ پدرکشی بدنام نکنند و خون پدرزنان و دامادان خود را نریزند و گفتند که «همان بهتر که ما زنان ــ که مسبب این جنگیم ــ بمیریم، زیرا طاقت نداریم چونان بیوگان یا یتیمان بزییم.» این التماس دو سپاه را تحت‌تأثیر قرار داد و جنگ را متوقف کرد و سکوتی سنگین حکمفرما شد. سپس سران دو سپاه، رومولوس و تاتیوس، جلو آمدند و معاهدهٔ صلح بستند و پادشاهی متحدی به مرکزیت روم تشکیل دادند. پس از این واقعه، زنان سابینی در چشم شوهران و پدرانشان عزیزتر هم شدند.

## مرگ
رومولوس و تاتیوس چندسال مشترکاً بر قلمرو روم و سابین پادشاهی کردند تا اینکه در ششمین سال سلطنتشان اختلافی پدید آمد. طبق روایت دیونوسیوس هالیکارناسی، ماجرا بدین قرار بود که تنی چند از دوستان و نزدیکان تاتیوس شماری از لورنتیان را آزار رساندند و بعد که لورنتیان چند رسول به روم فرستادند و خواستار تنبیه خاطیان شدند، تاتیوس به طرفداری از خویشانش برخاست و رومولوس را اجازه نداد خویشانش را تسلیم رسولان کند. بعد که رسولان به شهر خود بازمی‌گشتند، گروهی از سابینان برضد ایشان کمین کردند و، پس از به خواب رفتنشان، بر آنان تاختند. برخی از رسولان توانستند بگریزند و چون خبر به روم رسید، رومولوس فوراً خاطیان را دستگیر کرد و تحویل گروه دیگری از رسولان لورنتیان داد ــ از قضا، یکی از این خاطیان از افراد خانوادهٔ خودِ تاتیوس بود. تاتیوس رسولان لورنتیان و سابینان بازداشتی را تا بیرون شهر تعقیب کرد و بازداشتیان را به‌زور آزاد ساخت. بعدها، وقتی دو پادشاه در لاوینیوم مشغول تقدیم قربانی بودند، تاتیوس به‌دست انتقامجویان کشته شد.